# Пруттинг
Пруттинг (нем. Prutting) — община в Германии, в земле Бавария. 
Подчиняется административному округу Верхняя Бавария. Входит в состав района Розенхайм.  Население составляет 2525 человек (на 31 декабря 2010 года). Занимает площадь 16,22 км².